# Должик (Острогожский район)
Должик — хутор в Острогожском районе Воронежской области.
Входит в состав Криниченского сельского поселения.

## География

### Улицы
| - ул. Воронежская - ул. К. Маркса - ул. Колхозная - ул. Луговая - ул. Молодежная - ул. Острогожская - ул. Садовая - ул. Солнечная - ул. Центральная | - пер. Малый - пер. Тенистый |

## История
Хутор Должнк возник в начале XVIII века, его основателями были переселенцы из Острогожска. Своё наименование хутор получил по долгому логу, у которого обосновались первые поселенцы. В 1767 году в Должике было 6 дворов. По ведомости о жителях в Острогожском уезде за 1773 год, в Должике числилось 43 жителя, в том числе 22 мужчины и 21 женщина. Когда в 1861 году в России образовались волости, хутор вошел в состав Лушниковской волости. К этому времени в хуторе Должик было уже 72 двора, а количество жителей 481 человек, в том числе 234 мужчины.
После Октябрьской революции хутор Должик стал центром Должанского сельского совета. В 1981 году хутор входил в состав Криниченского сельского Совета.

## Население
| 1859 | 1897  | 2000 | 2005 | 2010 |
| ---- | ----- | ---- | ---- | ---- |
| 289  | ↗2462 | ↘433 | ↘401 | ↘350 |